# Benno Ohnesorg

Benno Ohnesorg (Hanôver, 15 de outubro de 1940 – Berlim Ocidental, 2 de junho de 1967) foi um estudante alemão de Estudos Românicos e Germânicos, morto em frente à Ópera Alemã de Berlim, pelo policial local  Karl-Heinz Hurras, com um tiro na nuca, durante uma manifestação contra a visita do Xá Reza Pahlavi à RFA. Benno Ohnesorg era casado e a sua mulher estava grávida quando ele foi alvejado.

## Biografia
A sua morte, que provocou um grande impacto no movimento estudantil alemão, teve grande influência sobre a radicalização política europeia do fim dos anos 1960. Pode mesmo ser considerada como um dos motores das revoltas estudantis de 1968 e contribuiu, mais tarde, para a emergência da Fração do Exército Vermelho (Baader-Meinhof).
Uma organização de extrema esquerda denominada Bewegung 2. Juni (Movimento 2 de Junho) foi assim denominada em memória de Benno Ohnesorg.
Existe um memorial em sua honra, ao pé da Ópera Alemã de Berlim, e uma ponte em Hanover com o seu nome.
Benno Ohnesorg era também amigo do escritor Uwe Timm que escreveu o livro "der Freund und der Fremde" sobre a amizade dos dois e o seu trágico fim.
Mais de quarenta anos depois, foi revelado que Karl-Heinz Hurras era um agente da polícia secreta da Alemanha Oriental, a Stasi. Todavia o motivo por trás da ação de Kurras não foi totalmente esclarecido. Os arquivos da Stasi não contêm evidência de que Hurras tivesse agido sob ordens da Alemanha Oriental quando atirou em Benno.